# Koszmosz–356
Koszmosz–356 (oroszul: Космос 356) ДС-У2-МГ (DSZ-U2-MG) Koszmosz műhold, a szovjet műszeres műhold-sorozat tagja. A második (№ 2.) mágneses mezőt vizsgáló műhold.

## Küldetés
Kialakított pályasíkja mentén, beépített technikai eszközeivel a Föld mágneses mezőjének részletes felmérését végezte (a mágneses tér 94%-ról szolgáltatott adatokat), illetve adatokat szolgáltatott a meteorológiai helyzetről. Katonai feladatként a világűrben végzett atomkísérleteket értékeléséhez mért adatokat.

## Jellemzői
Az Déli Gépgyár (OKB–586) központi tervezőirodában kifejlesztett, ellenőrzése alatt gyártott műhold. A kutatási programot készítette és vezette Институт земного магнетизма, ионосферы и распространения радиоволн (IZMIRAN). Üzemeltetője a moszkvai Honvédelmi Minisztérium (Министерство обороны – MO).
Megnevezései: Koszmosz–356; Космос 356; COSPAR: 1970-059A; Kódszáma: 4487.
1970. augusztus 20-án Pleszeck űrrepülőtérről, az LC–133/1 (LC–Launch Complex) jelű indítóállványról egy Koszmosz–2M hordozórakétával (11K63) juttatták alacsony Föld körüli pályára (LEO = Low-Earth Orbit). Az orbitális egység pályája 92,60 perces, 82 fokos hajlásszögű, elliptikus pálya perigeuma 231 kilométer, apogeuma 573 kilométer volt.
Átmérője 2,3 méter, hasznos tömege 357 kilogramm. A sorozat felépítését, szerkezetét, alapvető fedélzeti rendszereit tekintve egységesített, szabványosított tudományos-kutató űreszköz. Az űreszközhöz napelemeket rögzítettek, éjszakai (földárnyék) energiaellátását kémiai akkumulátorok biztosították. A Koszmosz–321 programját ismételte.
Tudományos műszerei:
1. CMC–1 – quantum cézium magnetométer,
2. Mayak–03 telemetriai egység.

1970. október 2-án, 52 napos (0,14 év) szolgálati idő után, földi parancsra belépett a légkörbe és megsemmisült.